# Тамара Калинић
Тамара Калинић (Сарајево, 13. март 1989) српска је манекенка, модна блогерка, јутјуберка и телевизијска водитељка. Једна је од најпознатијих модних инфлуенсерки на свету. Од 2024. води емисију Са Тамаром кроз Београд коју емитује Блиц ТВ.

## Биографија
Рођена је 13. марта 1989. у српској породици у Сарајеву. Међутим, након почетка рата у Босни и Херцеговини, имала је три године када се с породицом преселила у Нови Сад, где је провела остатак живота до почетка студија у Брајтону. Студирала је фармацију на Универзитету у Брајтону, али је напустила професију и посветила се моди.